# Спеціальний закон про повернення майна прояпонських колабораціоністів
Спеціальний закон про повернення майна прояпонських колабораціоністів (кор. 친일 반민족 행위자 재산 의 국가 귀속 에 관한 특별법) — закон, прийнятий парламентом Південної Кореї 8 грудня 2005 і набрав чинності 29 грудня. Закон дозволяв уряду Кореї конфісковувати майно та землі осіб, які співпрацювали з японською адміністрацією в 1910-1945 і їх нащадків.
Конфісковане майно може бути націоналізовано або передано іншим корейським громадянам, при цьому антияпонські борці за незалежність Кореї отримують пріоритет при розподілі майна.
Закон суперечить південнокорейській Конституції та Загальній декларації прав людини, так як, згідно з ними, ніякий закон не може мати зворотної сили .